# Michel Temer
Michel Miguel Elias Temer Lulia (Tietê, 23 september 1940) is een Braziliaans politicus. Hij was de 37e president van Brazilië, in functie van 31 augustus 2016 tot 1 januari 2019. Van 2011 tot 2016 was hij de 24e vicepresident van Brazilië onder president Dilma Rousseff. Naar aanleiding van de afzettingsprocedure tegen Rousseff werd Temer op 12 mei 2016 aangesteld als interim-president. Met de afzetting van Rousseff op 31 augustus 2016 werd Temer die dag president. Hij werd aangesteld tot de presidentsverkiezingen in 2018 en op 1 januari 2019 opgevolgd door Jair Bolsonaro.

## Biografie
Temer werd in 1940 geboren als kind van een familie met Libanese achtergrond. In een interview met een Libanese televisiezender verklaarde hij dat zijn familie afkomstig is uit Koura, dicht bij Tripoli in Noord-Libanon. Daarmee was hij de tweede vicepresident van Brazilië van Libanese origine, na José Maria Alkmin, en de eerste Braziliaanse president met die afkomst.
Hij is doctor in de rechten na studies aan de universiteit van São Paulo, waar hij nu professor Grondwettelijk recht is. In São Paulo was hij eerder ook procureur en Staatssecretaris voor Publieke Veiligheid. Hij is lid van de Braziliaanse Democratische Beweging (MDB) maar was tijdens de presidentsverkiezingen in 2010 de running mate van Dilma Rousseff, van de Arbeiderspartij (PT). Sinds 1 januari 2011 was hij haar vicepresident. Hij was tot 2011 de voorzitter van de PMDB, maar omdat de Braziliaanse grondwet niet toestond dat hij dat ambt cumuleerde met het vicepresidentschap, moest hij die functie opgeven. Hij is echter nog steeds de de facto leider van de PMDB. Eerder was hij tweemaal Voorzitter van het Huis van Afgevaardigden, werd hij zes opeenvolgende keren verkozen als Volksvertegenwoordiger voor São Paulo en nam hij deel aan de grondwetgevende vergadering van 1988.
Toen Rousseff in 2015 op het dieptepunt van haar populariteit was, keerde Temer zich tegen haar en verliet hij de regering. Na Rousseffs val over vermeende vervalsing van de staatsbegroting werd Temer op 12 mei 2016 benoemd tot interim-president van Brazilië. Hij benoemde daarop een conservatief kabinet, volledig bestaande uit blanke mannen, die in meerderheid op het moment van benoeming verdacht werden in corruptie- of zelfs moordzaken. Op 31 augustus 2016 werd Rousseff definitief afgezet en werd Temer officieel de nieuwe president. Hij is sindsdien een bijzonder impopulair leider geweest.
Er lopen diverse corruptiezaken tegen Temer, die vooralsnog (juli 2017) geen politieke gevolgen hebben gehad. Op 21 maart 2019 is hij gearresteerd. Volgens de aanklagers stond hij aan het hoofd van een criminele organisatie die actief was met witwaspraktijken, fraude bij aanbestedingen, actieve en passieve corruptie en kartelvorming. De bende heeft ten minste 400 miljoen euro achterover gedrukt. Temer zegt onschuldig te zijn en noemde de gang van zaken ‘barbaars’. Moreira Franco, oud-minister van Mijnbouw en Energie, is ook opgepakt en tegen zeven anderen zijn arrestatiebevelen uitgevaardigd.
Hij is tweemaal getrouwd en heeft drie kinderen uit zijn eerste huwelijk, een kind uit een relatie met een journaliste en een kind met zijn huidige vrouw.
Deodoro da Fonseca ·
Peixoto ·
Morais ·
Campos Sales ·
Alves ·
Pena ·
Peçanha ·
Fonseca ·
Brás ·
Alves ·
Moreira ·
Pessoa ·
Bernardes ·
Luís ·
Prestes ·
(Junta van 1930) ·
Vargas ·
Linhares ·
Gaspar Dutra ·
Vargas ·
Café Filho ·
Luz ·
Ramos ·
Kubitschek ·
Quadros ·
Ranieri Mazzilli ·
Goulart ·
Ranieri Mazzilli ·
Castelo Branco ·
Costa e Silva ·
(Junta van 1969) ·
Garrastazu Médici ·
Geisel ·
Figueiredo ·
Neves ·
Sarney ·
Collor ·
Franco ·
Cardoso ·
Lula da Silva ·
Rousseff ·
Temer ·
Bolsonaro ·
Lula da Silva
- Gemeinsame Normdatei: 1191849384
- International Standard Name Identifier: 0000 0000 3141 0206
- Library of Congress Control Number: n92084125
- Nationale Bibliotheek van Israël: 987011662861405171
- Système universitaire de documentation: 249711338
- Virtual International Authority File: 50885278
- WorldCat: E39PBJk4CQfrbp3GHcqR8dPYT3